# Cenciîkî, Koriukivka
Cenciîkî (în ucraineană Ченчики) este un sat în așezarea urbană Holmî din raionul Koriukivka, regiunea Cernihiv, Ucraina.

## Demografie
Componența lingvistică a localității Cenciîkî
     Ucraineană (90,91%)
     Rusă (9,09%)
Conform recensământului din 2001, majoritatea populației localității Cenciîkî era vorbitoare de ucraineană (90,91%), existând în minoritate și vorbitori de rusă (9,09%).